# Suttipong Laoporn
Suttipong Laoporn  (thailändisch สุทธิพงษ์ เหลาพร, * 16. Februar 1990 in Rayong) ist ein ehemaliger thailändischer Fußballspieler.

## Karriere
Suttipong Laoporn spielte bis Mitte 2014 bei den Marines Maptaphut in der Provinz Rayong. Der Verein spielte in der dritten Liga, der damaligen Regional League Division 2. Im Juli 2014 wechselte er zum Zweitligisten Navy FC nach Sattahip. Ende 2014 wurde man Tabellendritter der Thai Premier League Division 1 und stieg somit in die erste Liga auf. Bis Ende 2017 spielte er 80-mal in der Thai League.
Am 21. November 2017 wurde Suttipong Laoporn wegen Spielmanipulationen in mehreren Ligaspielen angeklagt. Er wurde von der königlichen thailändischen Polizei festgenommen und lebenslang vom Fußball gesperrt.